# Oskar Beyersdorff
Oskar Leonhard Beyersdorff (auch: Beyersdorf; * 13. Dezember 1830 in Labes; † 21. Juli 1887 in Beuthen/Oberschlesien) war ein deutscher Arzt, Namenforscher und Politiker.

## Leben
Oskar Beyersdorff studierte Medizin an der Königlichen Universität Greifswald. 1853 wurde er Mitglied des Corps Guestfalia Greifswald. Nach Abschluss des Studiums und Promotion zum Dr. med. (1854) ließ er sich in Beuthen als Arzt nieder und wurde dort zum Sanitätsrat ernannt.
1863 saß Beyersdorff für den Wahlkreis Oppeln 5 im Preußischen Abgeordnetenhaus.

## Schriften
- Methodus et finis medicinae. Specimen inaugurale. Kunike, Greifswald 1854 (Dissertation).
- Der Ortsname Berlin aus dem Slavischen erklärt. Ein Vortrag. Wylezol, Beuthen O./S. 1870.
- Ueber die Slavischen Städtenamen Pommerns. In: Baltische Studien. Band 25 (1874), S. 91 ff.[3]
- Slavische Streifen (1). In: Baltische Studien. Band 28 (1878), Anlage, S. 1–24.
- Slavische Streifen (2). In: Baltische Studien. Band 31 (1881), Anlage, S. 25–64.
- Slavische Streifen (3). In: Baltische Studien. Band 32 (1882), Anlage, S. 65 f.
- Slavische Streifen (4). In: Baltische Studien. Band 33 (1883), S. 13 ff.